# Грбови рејона Чукотке
Грбови рејона Чукотке обухвата галерију грбова административних јединица руског аутономног округа Чукотке, са статусом градских округа и рејона, те њихове историјске грбове (уколико их има).
Већина грбова настала је након успостављања Руске Федерације и Чукотског аутономног округа, као њеног саставног субјекта.

## Грбови округа и рејона
- Грб града 
 Анадира
- 1 — Грб рејона 
 Анадирски
- 2 — Грб рејона 
 Билибински
- 3 — Грб рејона 
 Јултински
- 4 — Грб рејона 
 Провиденски
- 5 — Грб рејона 
 Чаунски
- 6 — Грб рејона 
 Чукотски